# Complexe nuragique de S'Arcu'e Is Forros
Le complexe de S'Arcu'e Is Forros est une zone archéologique, de Villagrande Strisaili, dans la province de Nuoro en Sardaigne. Il est inclus dans les 31 sites sardes candidats pour entrer dans la liste du patrimoine mondial de l'UNESCO,.

## Histoire
Le site a connu deux périodes de construction principales : la première à l'âge du bronze moyen et la seconde dans une période ultérieure, dite de transition, située entre l'âge du bronze et le premier âge du fer.
S'Arcu'e Is Forros était à la fois un village sanctuaire et probablement le centre métallurgique le plus important de la Sardaigne à l'époque de la culture nuragique, tout en étant aussi une place de commerce avec l'Étrurie et la Méditerranée orientale. Dans une amphore retrouvée sur le site, des caractères en langue philistine attestent de relations entre la Sardaigne et le Levant.

## Description

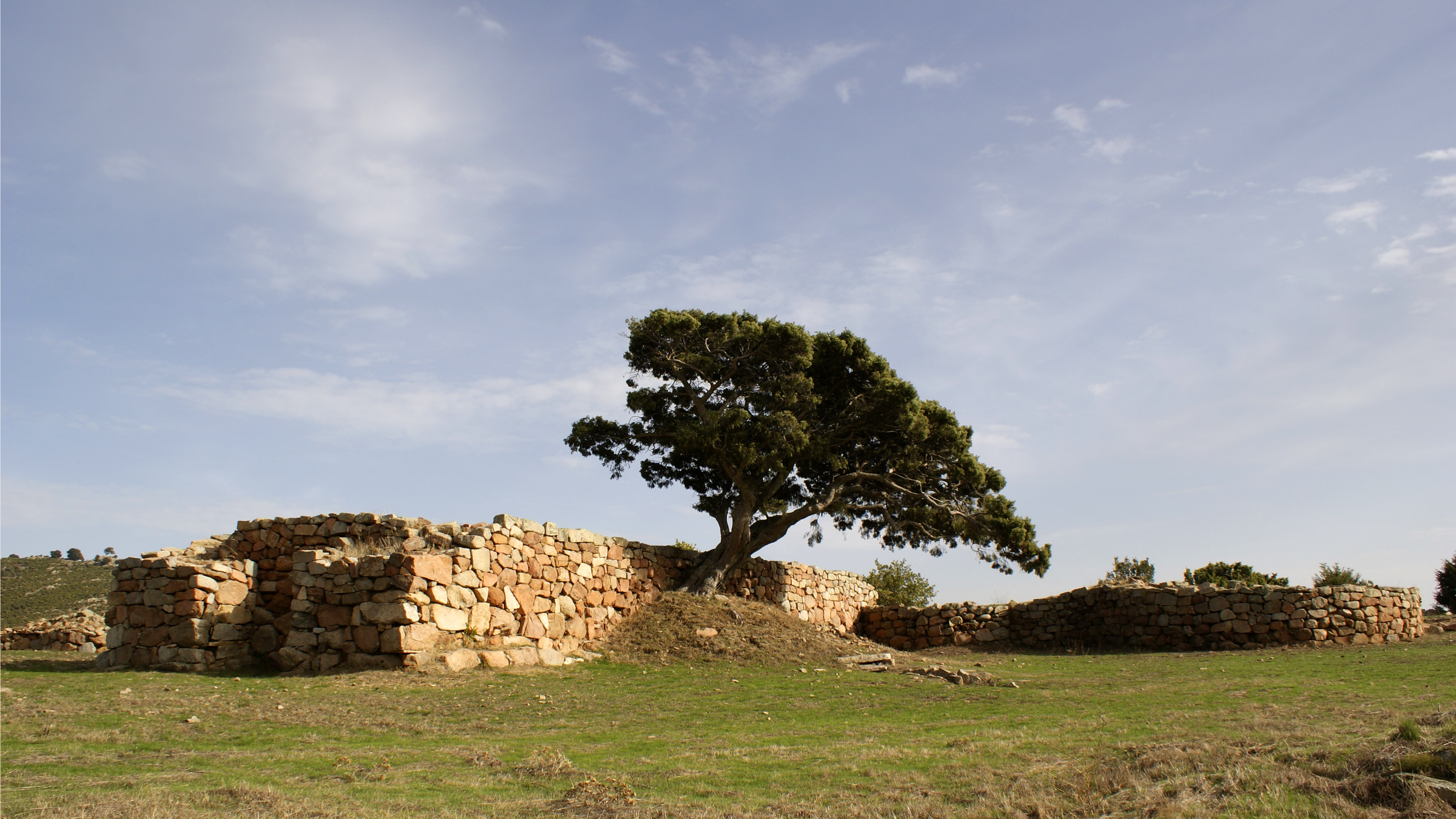
Vue.

Le complexe  associe un temple mégaron d'environ 17 mètres de long, à une enceinte appelée Temenos et d'autres bâtiments religieux et résidentiels. Parmi eux, des ateliers de fonte des métaux. Le site comprend un nuraghe complexe avec un plan trilobé. Les monuments sont faits de gros blocs de granit local, immédiatement disponibles dans les environs. Le caractère compact des matériaux de construction, a eu pour résultat une bonne conservation des monuments.

## Fouilles
Il a été trouvé un grand nombre d'objets d'importation tels qu'un scarabée en faïence, des fibules en bronze provenant de différentes régions de la péninsule italienne, ainsi qu'un symbole de la déesse Tanit en bronze, une amphore avec une inscription en caractères phéniciens archaïques.
Des fouilles récentes ont mis au jour une imposante structure en gradins qui a été interprétée comme étant fonctionnelle pour des rassemblements collectifs, peut-être à connotation cérémonielle.

## Événements
Chaque année, le NurArcheoFestival a lieu sur le site, avec sa seizième édition en 2024.
Il participe avec l'INRAP aux Journées européennes de l'archéologie en juin, via des visites spécifiques.
Le site héberge des événements pour le Festival du tourisme responsable Itaca, avec des concerts ou des visites spécifiques ou animations, en général en septembre.